# 吉娜·吕肯肯佩尔

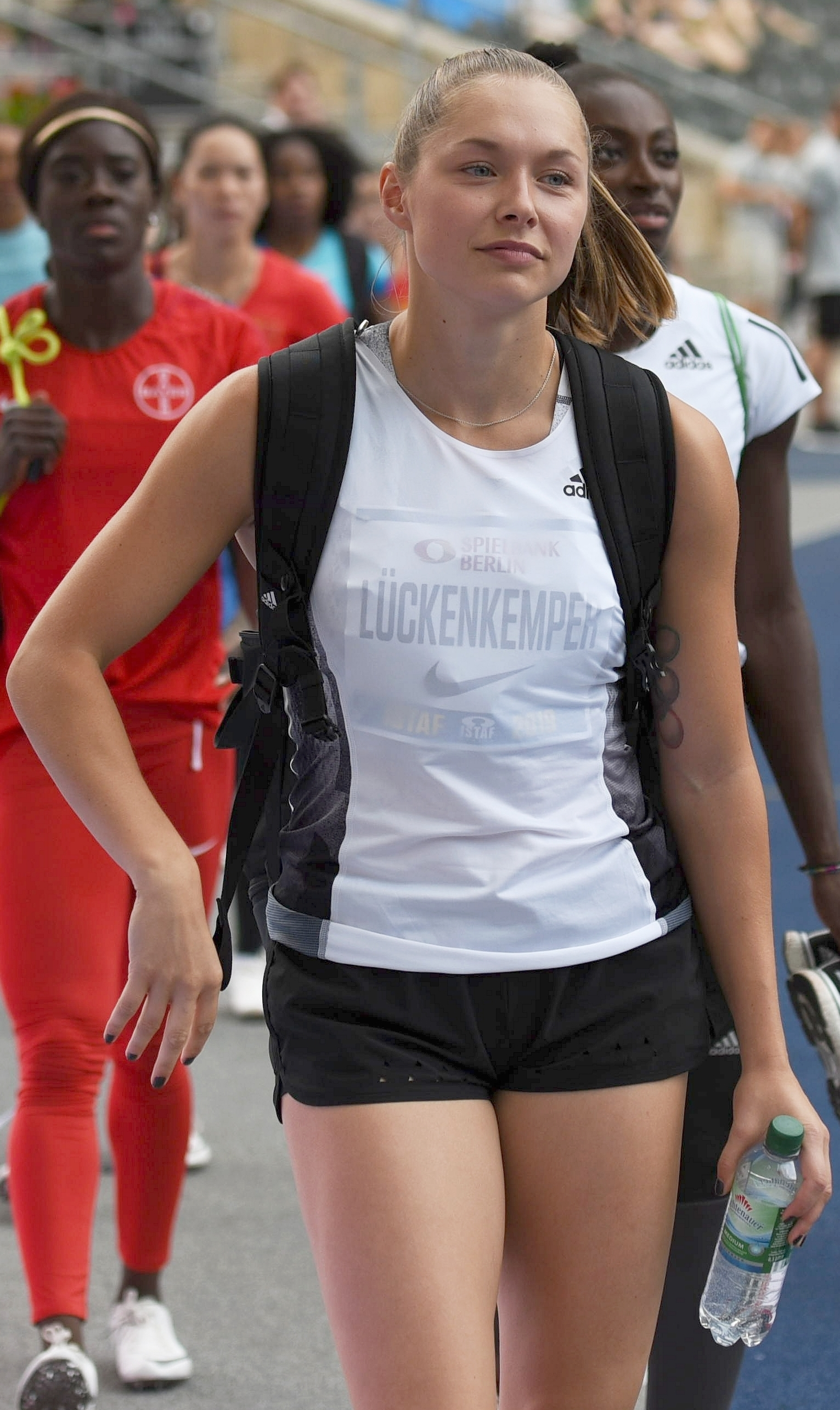
吉娜·吕肯肯佩尔 (2019年)

吉娜·吕肯肯佩尔（德語：Gina Lückenkemper，1996年11月21日—）是一名参加短跑的德国女子田径运动员。她曾代表德国参加2016年里约奥运，参加女子200米和女子4×100米接力两个小项，其中前者在半决赛止步，后者则获得第四名。